# 파워아카이버
파워아카이버(PowerArchiver)는 코넥스웨어사가 개발한 마이크로소프트 윈도우용 사유 압축 소프트웨어 · 셰어웨어이다.

## 역사
- (영어) 파워아카이버 역사 pre-9.0, pre-12.0, post-12.0

## 같이 보기
- 압축 소프트웨어의 비교